# レオ・マゾーニー
レオ・マゾーニー（Leo Mazzone, 1948年10月16日 - ）は、アメリカ合衆国ウェストバージニア州出身の元プロ野球選手、元野球指導者。
投手コーチとしてのその卓越した手腕により「史上屈指のピッチング・インストラクター」と言われる。

## 経歴
1967年から1975年までマイナーリーグで投げ続けるも、メジャーには昇格できず。引退した翌年からマイナーの監督を務め、1979年からはマイナーの投手コーチとして、アトランタ・ブレーブスに入団。
1985年にはメジャーの投手コーチに昇格するも、一年でマイナーに逆戻りする。しかし、1990年に再び昇格。後の名将であるボビー・コックス監督と共に昇格し、以降16年間にわたり投手コーチを務める。
コックス監督の盟友として良き相談役となったり、名GMと言われるジョン・シャーホルツが見極めて獲得してきた選手を育成・再生するなど手腕を発揮。グレッグ・マダックス、トム・グラビン、ジョン・スモルツら史上最高の3本柱を作り上げ、デニー・ネイグル、クリス・ハモンドを育てた。資金削減策に苦戦した2000年代にはマイク・ハンプトン、ホルヘ・ソーサ、ジョン・トムソン、ジャレット・ライトを建て直すなど投手王国建設に力を入れ、チームの14連覇に大きく貢献。
2006年からはボルチモア・オリオールズの投手コーチに就任。エリック・ベダード、ジェレミー・ガスリー、アダム・ローウェンを育てたが、成績不振は脱せず。3年契約だったが、2年で解雇された。
2016年8月より、サウスカロライナ州にあるファーマン大学野球部の特別顧問を務めている。

## 功績・評価
「外角低めにファーストボールを集める」「8割の力で投げ、球数を多く」を信条に、数多くの選手を育成・復活させてきた。
90年代はブレーブスの投手陣がタイトルを独占しており、サイ・ヤング賞は10年間の内6度、最多勝は8度獲得している。チーム全体の防御率もマゾーニーが在籍していた16年間のうち、リーグトップが10回。2位も2回あり、就任した直後の1990年が最下位だったこと、2003年が9位だったこと以外はほぼ完璧となっている。